# تاريخ شيراز

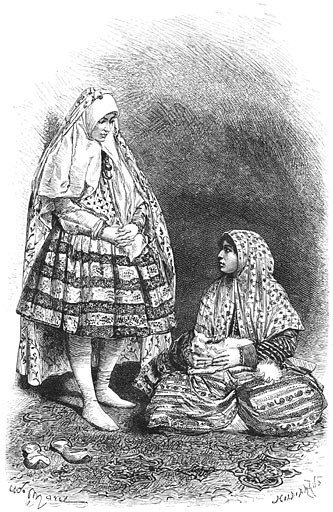
رسمة لامرأتين من شيراز في إيران يرتدين الزي التقليدي

## أهم الأحداث التي مرت بتاريخ شيراز
- 640-653: سيطرت جيوش الخليفة الإسلامي عمر بن الخطاب على فارس، فقد سيطروا على شيراز سنة 641، وعلى إصطخر (من توابع شيراز التاريخية) سنة 653.
- 650-869: شيراز تدار من قبل حكومة عربية مقرها في بغداد مع مشاركة فارسية محدودة جداً، وينخفض عدد سكان شيراز الأصليين مقابل نمو المهاجرين الجديد، ومنهم القبائل التركية الذين قدموا إلى شيراز للتجنيد في الجيش العربي الإسلامي. وحكم أحفاد هؤلاء القبائل شيراز في القرون التي تلتها.
- 790: العالم الشيرازي أبو بشر عمرو بن عثمان بن قنبر البصري، المعروف بسيبويه ينشر كتبه التي تشرح قواعد اللغة العربية.[1]
- 869: ملك الدولة الصفارية يعقوب بن الليث الصفار يحرر شيراز من العرب. وقام بتهجير الكثير من العرب والأتراك الذين يعيشون في المدينة، ولكن عددا كبيرا اختاروا البقاء في شيراز، لأن اللغة الفارسية والعادات الفارسية سيطرت عليهم.
- 870: عمرو بن الليث (شقيق يعقوب) يبني مسجداً في شيراز، ولا يزال قائماً إلى الآن، واسمه مسجد جامع شيراز.[2]
- 933: أصبحت شيراز عاصمة الدولة البويهية. أصبحت مركزاً ثقافياً هاماً بقيادة الأمير البويهي عماد الدولة أبو الحسن علي بن بويه.
- 937: في نهاية المطاف أطاح البويهيين بمركز الخلافة في بغداد، وأصبحت شيراز مركزاً مهماً الساحة الدولية. وتم تشجيع الأدب والعلوم والفنون والثقافة. ويتم تعيين أفراد الأقليات الدينية من المسيحيين واليهوديين والمجوس كوزراء ومستشارين في الدولة.
- 950: بنى ركن الدولة قناة في الجبال لتوفير وجلب الماء إلى المدينة، ولا تزال هذه القناة موجودة إلى اليوم وتعرف باسم (آبه ركني)، وقد كتب عن هذه القناة وخلدت في الشعر الفارسي.
- 1000: بني أول سور حول شيراز لحماية المدينة من هجمات السلاجقة, وقد كان السلاجقة مدعومين ضد البويهيين من قبل الخليفة العربي في دمشق.
- 1010: تدمير جزء كبير من المدينة على مدى خمسين سنة من الحرب بين البويهيين السلاجقة، فضلا عن الخلافات الداخلية بين البويهيين.
- 1921: انتهاء الحقبة القاجارية، واستلام رضا بهلوي السلطة.
- 1945: افتتاح جامعة شيراز.
- 2005: إحصاء سكاني يكشف أن عدد سكان شيراز 1,255,955 نسمة.